# Yoshihiro Kitazawa
Yoshihiro Kitazawa, född 4 augusti 1962 i Kushiro i Hokkaido, är en japansk före detta skridskoåkare.
Kitazawa blev olympisk silvermedaljör på 500 meter vid vinterspelen 1984 i Sarajevo.